# Du quán tứ môn

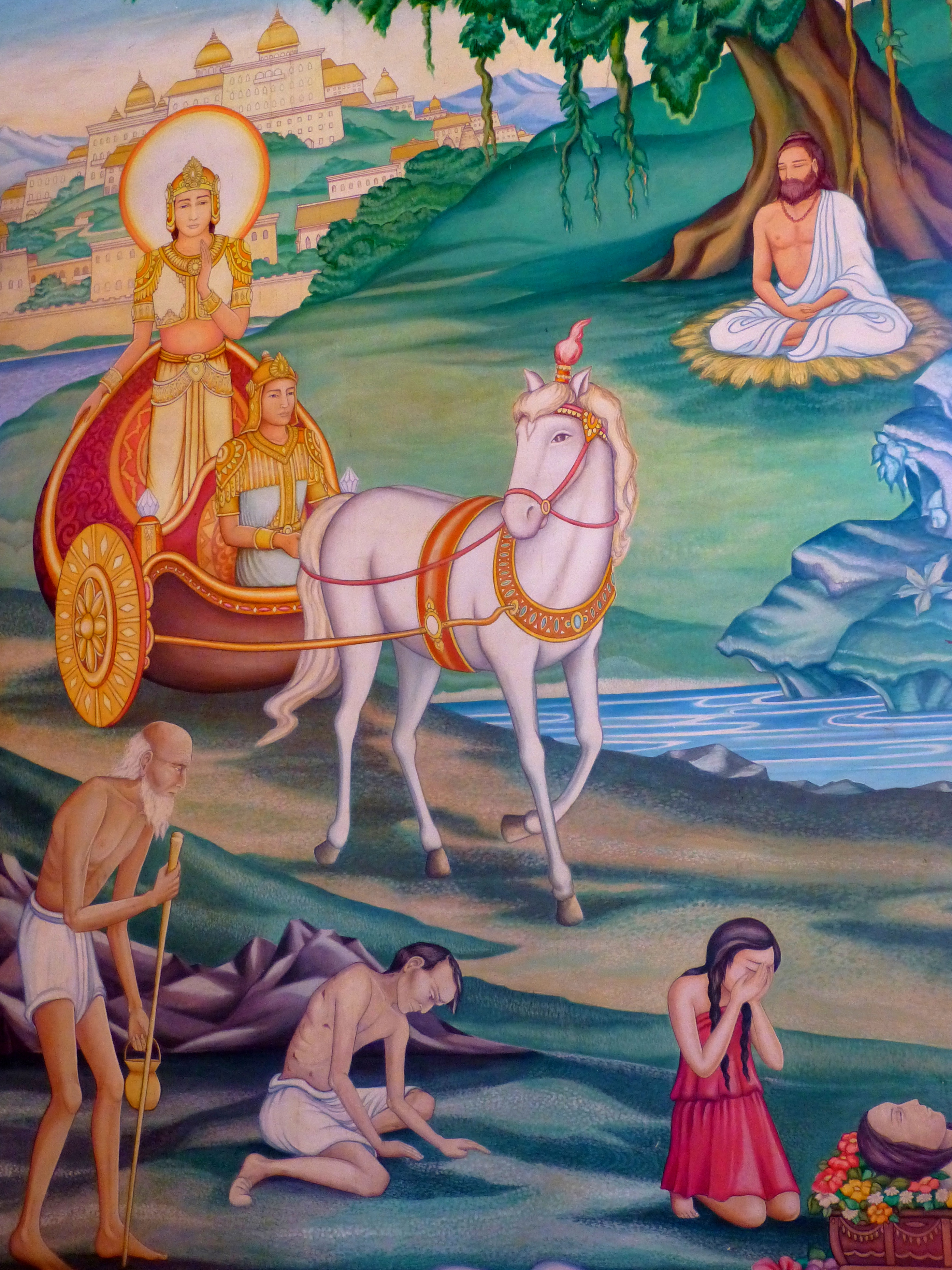
Tranh vẽ về cảnh Thái tử Tất Đạt Đa du quán bốn cửa thành và chứng kiến cảnh sinh-lão-bệnh-tử

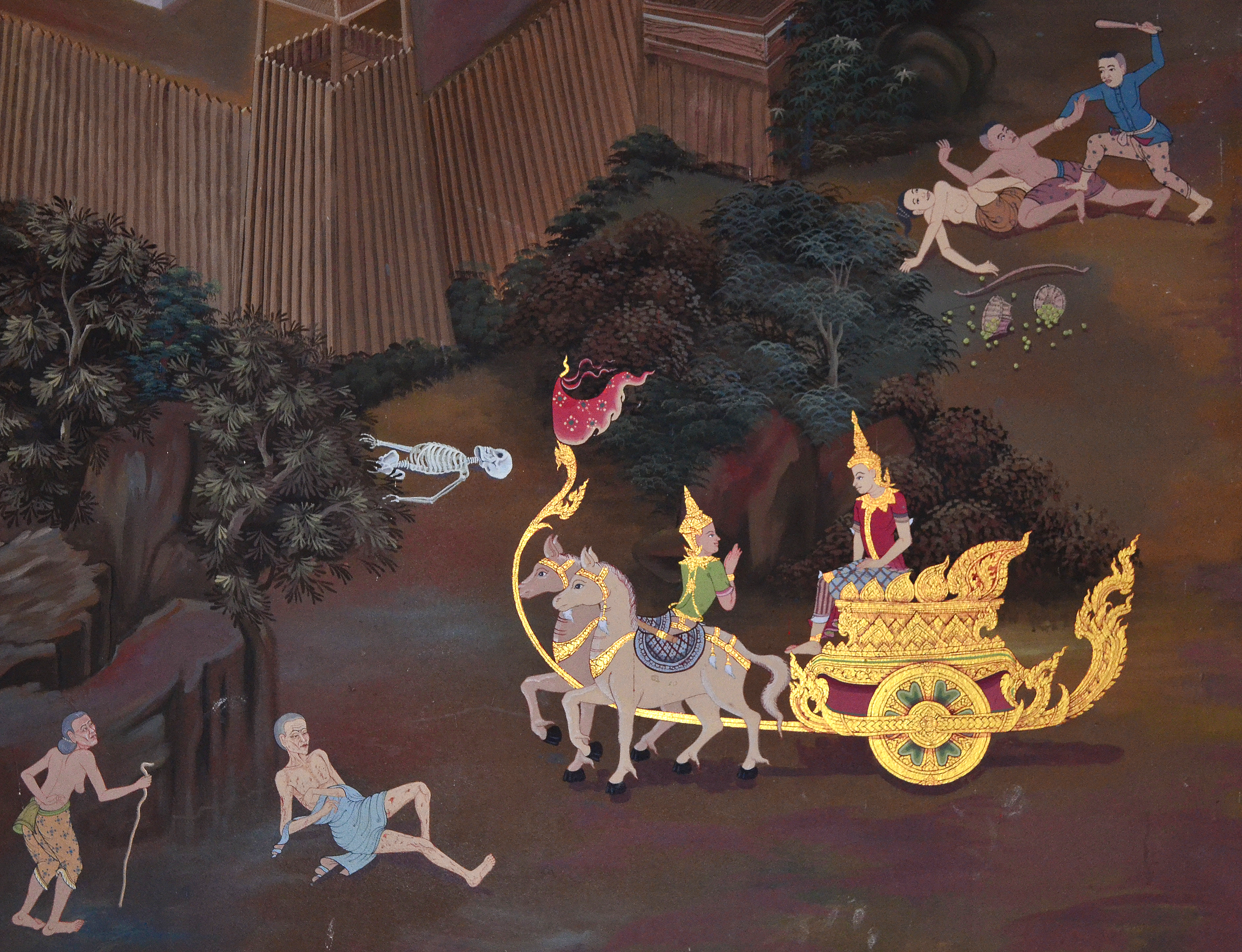
Thái tử Tất Đạt Đa chứng kiến bốn cảnh nhân sinh

Du quán tứ môn (tiếng Trung: 四門遊觀/Sìményóuguān/Tứ môn du quán; tiếng Thái: เทวทูต) hay Tứ cảnh quan (Four sights) hay bốn cửa thành là điển tích trong câu chuyện về cuộc đời của Đức Phật Cồ Đàm kể lại câu chuyện Thái tử Tất Đạt Đa khi du ngoạn đã chứng kiến bốn cảnh quan ở bốn cửa thành làm Ngài ngộ ra sự vô thường. Đây là chuyến vi hành đầu tiên của Thái tử ra khỏi cung điện đã ảnh hưởng sâu sắc đến Ngài và khiến Ngài nhận ra nỗi đau khổ của tất cả mọi người với bốn nổi khổ "Sinh-Lão-Bệnh-Tử" (sinh-già-bệnh-chết), và thôi thúc (Saṃvega) ngài bắt đầu hành trình tâm linh của mình để tầm đạo giải thoát cho chúng sinh. Sự kiện này trong cuộc đời Đức Phật sẽ tiếp đến điển tích Thái tử xuất gia khi Thái tử Tất Đạt Đa quyết chí từ bỏ tất cả để ra đi, xuất gia cầu đạo.

## Câu chuyện
Theo điển tích này, trước những cuộc gặp gỡ này, Thái tử Tất Đạt Đa được Vua cha Tịnh Phạn giam lỏng trong cung điện bằng những thú vui và sự xa hoa trần tục vì Đức vua sợ rằng theo một lời tiên tri của Kiều-trần-như thì ngài sẽ từ bỏ cuộc sống hoàng cung để trở thành tu sĩ khổ hạnh nếu vị Thái tử này va chạm với những đau khổ trong cuộc sống nhân sinh. Trong một buổi nhàn du thời trai trẻ, Thái tử lúc này 29 tuổi đã rời cung điện để dạo chơi ngoài cổng thành, Thái tử lúc này ngồi trên một cỗ xe do con ngựa Kiền Trắc kéo xe và có gia thần Sa-nặc hộ tống đánh xe. Lần lượt Thái tử qua bốn cổng thành. 
- Tại cổng thành phía Đông, Thái tử bắt gặp một người già tiều tụy, khốn khó (Đông môn kiến lão)[5], gia thần Sa-nặc giải thích với Thái tử rằng rồi ai rồi cũng như thế[4].
- Tại cổng thành phía Nam, Thái tử lại thấy một người bệnh tật đau đớn khổ sở (Nam môn kiến bệnh). Một lần nữa, Thái tử lại ngạc nhiên trước cảnh tượng đó, và Sa-nặc giải thích rằng tất cả chúng sinh đều phải chịu bệnh tật và đau đớn. Điều này càng làm tâm trí Thái tử thêm bối rối[4].
- Tại cổng thành phía Tây, Thái tử chứng kiến một xác chết hôi thối, mục rữa (Tây môn kiến tử nhân). Sa-nặc lại giải thích với Thái tử rằng cái chết là số phận không thể tránh khỏi mà mọi người đều phải trải qua[4]. Sau khi chứng kiến ba cảnh tượng này, vị Thái tử Tất Đạt Đa cảm thấy bối rối trong tâm trí và buồn rầu về những đau khổ mà chúng sinh phải chịu đựng trong cuộc sống trần thế[6].
- Tại cổng thành phía Bắc, Thái tử gặp một vị Sa-môn khoan thai đi trên đường (Bắc môn kiến Sa-môn). Vị Sa-môn nói với Thái tử rằng chỉ có xuất gia tu hành có thể giải thoát khỉ khổ đau nhân gian "Sinh, Lão, Bệnh, Tử", chính vị tu khổ hạnh đã tận tụy tìm ra nguyên nhân gây ra đau khổ cho con người[7]. Thái tử nghe xong từ đó ấp ủ ý niệm xuất gia vì cảnh tượng này mang lại hy vọng rằng chàng cũng có thể thoát khỏi những đau khổ trầm luân[3].

Cũng từ cuộc dạo chơi ấy, như một kết quả biết trước, với những gì mắt thấy, tai nghe, Thái tử càng thêm quyết tâm xuất gia cầu đạo, và hành động chối bỏ lạc thú nhân gian, nữa đêm cưỡi con ngựa Kiền Trắc đi cùng với gia thần Sa-nặc trốn khỏi cung điện, từ giã cảnh quyền quý để sống cuộc đời như một tu sĩ khổ hạnh lang thang, cuối cùng dẫn đến sự giác ngộ, tìm đạo giải thoát của vị Thái tử Tất Đạt Đa.